# 江口晃生
江口 晃生（えぐち あきお、1965年2月11日 - ）は、群馬県出身の競艇選手。
登録番号3159。身長165cm。血液型AB型。54期。群馬支部所属。
弟子に毒島誠らがいる。従甥は競艇選手の伊久間陽優。伊久間は江口の弟子の毒島が師匠である。

## 来歴
群馬県立前橋商業高等学校時代は水球部に所属し、国体やインターハイで活躍した。本栖訓練所を卒業後、1984年4月にデビュー。1年半でA級に昇級し、1986年に最優秀新人賞を受賞。翌1987年には尼崎・第14回笹川賞においてSG初出場、1995年の戸田・第40回関東地区選手権において初のGIを獲得。
1998年10月、福岡・第45回全日本選手権においてSG初優出（5着）。そして同年11月29日、平和島・第1回競艇王チャレンジカップにおいてSG初優勝、2005年桐生・第10回オーシャンカップで7年ぶり2回目、地元でのSG優勝を果たした。山崎智也や弟子の毒島らとともに、群馬支部を代表する選手である。
2006年、念願の桐生周年（赤城雷神杯・開設50周年記念競走）を初制覇。
2009年には早稲田大学大学院スポーツ科学研究科修士課程1年制トップマネジメントコースを受験し合格。大学院では平田竹男教授の下で、中山泰秀や桑田真澄と同級生として学んでいた。当時は大学院へと通学しつつ、本業の競艇の斡旋も受けるという「二足の草鞋」を履いており、桑田も校外学習の一環として競走の様子を視察に来たりしている。2010年3月に無事修了を果たした。
2012年4月3日、芦屋でのGIIIアサヒビールカップ、初日第10競走にて1着となり、通算1,500勝を達成した。
2013年4月21日、びわこ・第14回競艇名人戦を制している。
2017年2月17日、桐生・第62回関東地区選手権において6回目のGI優勝を飾っている。
2019年10月8日、桐生・「第52回日刊スポーツ杯・G3マスターズリーグ第6戦」を1コースから逃げ切って優勝し、通算優勝回数を100回の大台に乗せている。
2020年4月1日、下関でのサンケイスポーツ杯争奪戦で優勝し、史上29人目となる24場制覇を達成した。

## 競走スタイル
調子の良い時には体重を最低体重の52kg付近まで絞っている。
地元の桐生ではイン狙い（特に2コース）が多く、丁寧なハンドル捌きで連に絡んでくることが度々ある。
SGやGIではしぶとい走りで中穴を提供することが多く、接戦を競り勝っての2着取りが巧みである。
賞金王決定戦には3度出場しており、いずれも優出を果たしている（第13回3着・第14回4着・第20回5着）。

## 人物・エピソード
- 高校2年生の時に週刊誌の記事を読んで競艇の存在を知り、ラーメン屋の開店資金を稼ぐ目的で競艇選手の本栖研修所に入所した[8][9]。
- 2013年9月より東京都内に転居したが、所属支部は群馬のまま変更していない。
- 孫が2人おり、「妻や娘に止められなければ（孫のために）際限なくおもちゃを買ってしまう」という[9]。レース出場時の行きがけに孫のために買った鉄道のおもちゃを持って競艇場入りし、「手荷物検査の時にすごく恥ずかしい思いをしたこともある」と話す[9]。

## 著書
- 『ベテラン力 極みに挑み続ける男達の才覚 若造たちに見せたい生き方がある 侍アスリート対談』ぶんか社、2011年8月。ISBN 978-4-8211-4316-0。